# Таблица символов GNOME
Таблица символов GNOME (ранее gucharmap) — таблица символов Юникода. Является частью рабочей среды GNOME. Распространяется свободно на условиях GNU General Public License.